# Titu Maiorescu

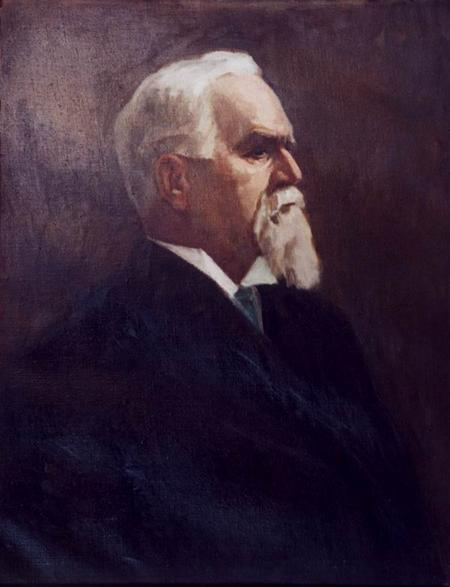
Titu Maiorescu, román politikus

Titu Liviu Maiorescu (Craiova, 1840. február 15. – Bukarest, 1917. június 18.) román esztéta, irodalomkritikus, államférfi, műfordító; a Junimea irodalmi társaság és a Convorbiri literare folyóirat vezéralakja. Ioan Maiorescu nyelvész és történész fia. Titu Maiorescut tartják a román filozófia valódi atyjának, ugyanis ő volt az első szigorú értelemben vett filozófus, aki ilyen irányú felsőfokú szakképzettséggel rendelkezett.

## Pályafutása
Iskoláit szülővárosában kezdte meg, apja vezetése mellett, majd 1851-től a bécsi Theresianumban folytatta kiváló eredménnyel. 1858-tól Berlinben és Párizsban tanult, ahol bölcsészetet és jogot hallgatott. 1859-ben szerezte meg doktori fokozatát Gießenben, disszertációja címe: De Philosophia Herbarti. Ezt követően filozófiai cikkeket írt a Der Gedanke című német lapba. Einiges philosophisches in gemeinfasslicher Form (Berlin, 1861) bölcsészeti műve pályadíjat nyert. 
Egész fiatal volt még (21 éves), amikor visszatért hazájába, és 1862-ben mindjárt kinevezték rendes tanárnak a jászvásári gimnáziumhoz. 1863-ban a jászvásári egyetem rektora lett. 1864-ben megvetette alapját az elveit terjesztő irodalmi társaságnak, mely a Junimea elnevezést vette föl; ez volt a 19. század végén a román irodalom meghatározó mozgalma. Maiorescu egyetemi tanárként dolgozott Bukarestben, a város pedig szenátorrá választotta. Két rendben is volt miniszter, 1874-76-ban a Catargiu-, majd 1888-ban a Florescu-kormányban viselte a közoktatási miniszteri tárcát. 1912-ben miniszterelnök lett. Oktatói tevékenysége mellett folyamatosan ügyvédkedett is; kiváló szónoknak ismerték. A Román Akadémia tagja volt.
A Junimea irodalmi társaság és a Convorbiri literare folyóirat vezéralakjaként meghatározó befolyást gyakorolt a 19. század végi román irodalmi életre. A folyóiratban jelentek meg a korszak legfontosabb íróinak és költőinek (Mihai Eminescu, Ion Creangă, Ion Luca Caragiale, Ioan Slavici, Duiliu Zamfirescu) művei, egyes írókat pedig személyesen támogatott külföldi tanulmányaik során (Eminescu, Caragiale, A. D. Xenopol). Gondoskodott Eminescu első verseskötetének a megjelenéséről, amikor a költő betegen feküdt, állást szerzett Creangă-nak, megvédte Caragialét a kritikáktól; valamilyen formában az 1870–1890 közötti időszak összes jelentős irodalmi alkotójának mecénásaként lépett fel. 
Irodalmi munkásságának eredményeit Critice (Bírálatok) című művében találjuk (2 kötet, Bukarest, 1874, 1892). Írt ezeken kivül egy Logikát (Bukarest, 1876); Poesia română (A román költészet) című műve szintén a kiváló szépirodalmi érzékű embert mutatja be. Híres elmélete a „tartalom nélküli formák” (forme fără fond). Nyelvészeti munkáiban az erdélyi iskola etimológiai megközelítésével szemben a nyelv organikus fejlődése mellett állt ki. Több német, angol és svéd munkát fordított románra (Ibsen, Eyolf, Spencer). Mint politikus a hármas-szövetség őszinte híve és a magyarok barátjának mutatkozott. Naplója 1975-ben jelent meg.

## Emlékezete
Az ő nevét viseli Bukarestben a Titu Maiorescu Egyetem. 

## Művei
- Articole despre scrierea limbii române (1866)
- O cercetare critică asupra poeziei române (1867)
- În contra direcției de astăzi în cultura română (1868)
- Limba româna în jurnalele din Austria (1868)
- Direcția nouă în poezia și proza română (1872)
- Beția de cuvinte (1873)
- Critice (Kritikák, 1874)
- Logica (Logika, 1875)
- Raport citit în Academia Româna asupra unui nou proiect de ortografie (1880)
- Neologismele (1881)
- Literatura română și străinătatea (1882)
- Comediile domnului Caragiale (1885)
- Poeți și critici (1886)
- Eminescu și poeziile sale (1889)
- Discursuri parlamentare (Parlamenti előadások, 1897)
- Retori, oratori, limbuți (1902)
- Povestirile lui Sadoveanu (1906)
- Poeziile lui Octavian Goga (1906)

## Magyarul
- Bírálatok, vitacikkek, tanulmányok; vál., ford., bev., jegyz. Dávid Gyula; Kriterion, Bukarest, 1985 (Téka)